# Liste der Kulturdenkmale in Sankt Annen (Dithmarschen)
In der Liste der Kulturdenkmale in Sankt Annen sind alle Kulturdenkmale der schleswig-holsteinischen Gemeinde Sankt Annen (Kreis Dithmarschen) und ihrer Ortsteile aufgelistet (Stand: 10. März 2025).

## Legende
In den Spalten befinden sich folgende Informationen:
- Objekt-ID: die Nummer des Kulturdenkmales
- Lage: die Adresse des Kulturdenkmales und die geographischen Koordinaten. Kartenansicht, um Koordinaten zu setzen. In der Kartenansicht sind Kulturdenkmale ohne Koordinaten mit einem roten Marker dargestellt und können in der Karte gesetzt werden. Kulturdenkmale ohne Bild sind mit einem blauen Marker gekennzeichnet, Kulturdenkmale mit Bild mit einem grünen Marker.
- Offizielle Bezeichnung: Bezeichnung des Kulturdenkmales
- Beschreibung: die Beschreibung des Kulturdenkmales
- Bild: ein Bild des Kulturdenkmales

## Sachgesamtheiten
| Objekt-ID      | Lage                                   | Offizielle Bezeichnung | Beschreibung | Bild            |
| -------------- | -------------------------------------- | ---------------------- | --- | --------------- |
| 40554 Wikidata | Dorfstraße (54° 21′ 9″ N, 9° 4′ 32″ O) | Kirche St. Anna        | Aktualisierung vorgesehen - Begründung: geschichtlich, künstlerisch, städtebaulich, Kulturlandschaft prägend - Schutzumfang: Kirche St. Anna mit Ausstattung, Kirchhof, Kirchhofsmauer mit Pforte, Grabmale bis 1870 | Fotos hochladen |

## Bauliche Anlagen
| Objekt-ID      | Lage                                           | Offizielle Bezeichnung          | Beschreibung | Bild                             |
| -------------- | ---------------------------------------------- | ------------------------------- | --- | -------------------------------- |
| 12422 Wikidata | Bundesstraße L 156 (54° 22′ 6″ N, 9° 5′ 40″ O) | Straßenbrücke über die Eider    | Alteintragung (Aktualisierung vorgesehen) - Begründung: Alteintragung (Aktualisierung vorgesehen) - Schutzumfang: Alteintragung (Aktualisierung vorgesehen) - Denkmaltyp: Bauliche Anlage   | weitere Fotos \| Fotos hochladen |
| 22406 Wikidata | Dammsdeich (54° 21′ 47″ N, 9° 4′ 16″ O)        | Eisenbahnbrücke über die Eider  | Alteintragung (Aktualisierung vorgesehen) - Begründung: Alteintragung (Aktualisierung vorgesehen) - Schutzumfang: Alteintragung (Aktualisierung vorgesehen) - Denkmaltyp: Bauliche Anlage   | weitere Fotos \| Fotos hochladen |
| 3675 Wikidata  | Dorfstraße (54° 21′ 9″ N, 9° 4′ 31″ O)         | Kirche St. Anna mit Ausstattung | Alteintragung (Aktualisierung vorgesehen) Begründung: geschichtlich, künstlerisch, städtebaulich Schutzumfang: gesamtes Objekt Denkmaltyp: Bauliche Anlage, Sachgesamtheit: Kirche St. Anna | weitere Fotos \| Fotos hochladen |

## Gründenkmale
| Objekt-ID      | Lage                                    | Offizielle Bezeichnung | Beschreibung | Bild            |
| -------------- | --------------------------------------- | ---------------------- | --- | --------------- |
| 19601 Wikidata | Dorfstraße (54° 21′ 10″ N, 9° 4′ 32″ O) | Kirchhof               | Alteintragung (Aktualisierung vorgesehen) - Begründung: geschichtlich, Kulturlandschaft prägend - Schutzumfang: Kirchhof, Kirchhofsmauer mit Pforte, Grabmale bis 1870 - Denkmaltyp: Gründenkmal, Sachgesamtheit: Kirche St. Anna | Fotos hochladen |

## Quelle
- Liste der Kulturdenkmale in Schleswig-Holstein – Kreis Dithmarschen (PDF)